# Soupe au lait (film, 1936)
Pour les articles homonymes, voir Soupe au lait et Voie lactée (homonymie).
Pour plus de détails, voir Fiche technique et Distribution.

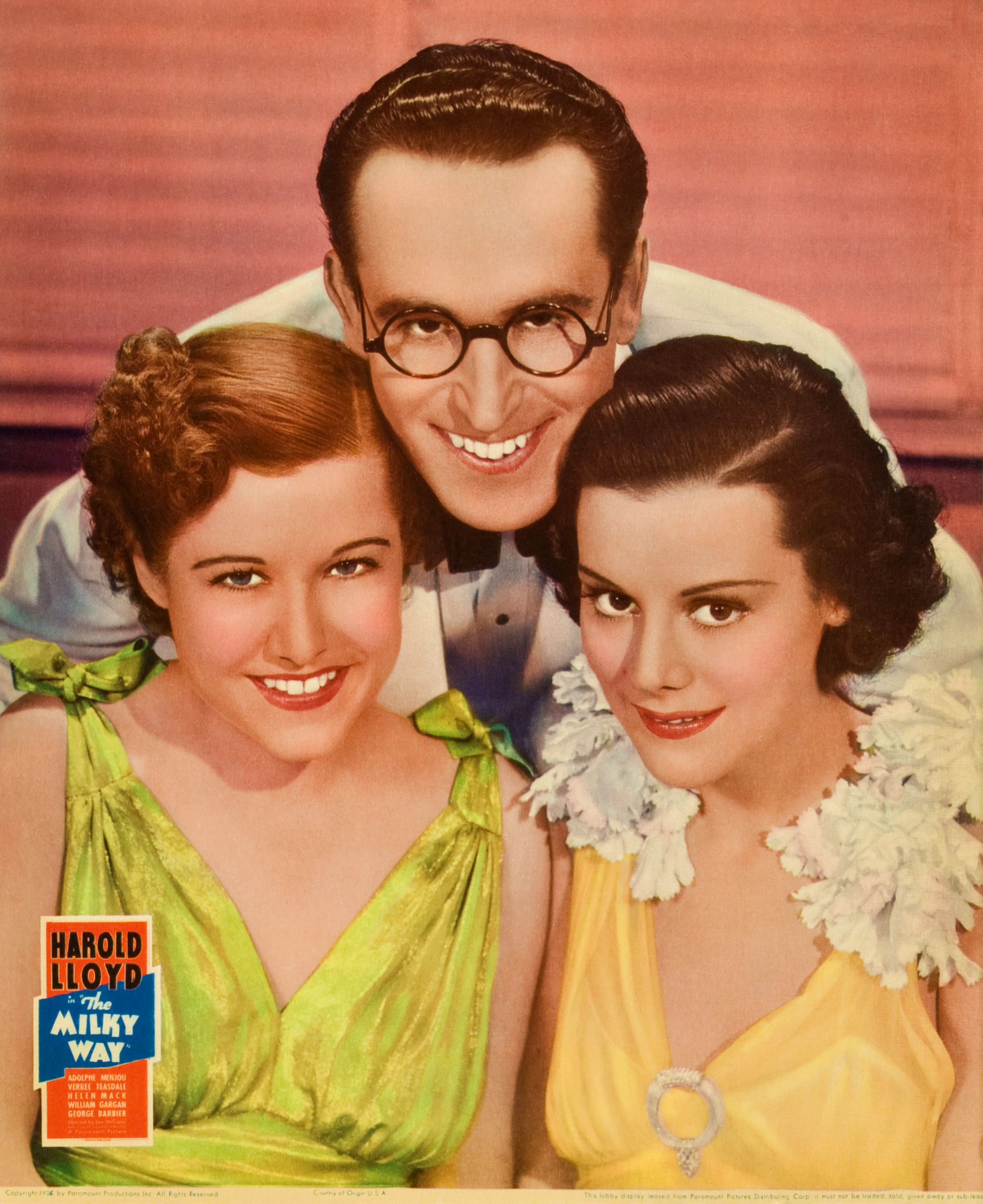
Affiche du film : Dorothy Wilson, Harold Lloyd et Helen Mack

Soupe au lait (The Milky Way, « la Voie lactée ») est un film américain réalisé par Leo McCarey, sorti en 1936.

## Synopsis
Burleigh Sullivan est un modeste livreur de lait en carriole, mal noté par sa hiérarchie. Un soir, sa sœur est harcelée par deux hommes saouls ; Burleigh intervient et une bagarre éclate, au cours de laquelle la foule croit comprendre que Sullivan a mis K.O. l'un des individus. La « victime » est reconnue par la police et les journaux du lendemain annoncent à la une qu'un modeste laitier a mis K.O. Speed McFarland, le champion du monde de boxe des poids moyens.
Gaby, le manager du boxeur, est furieux en voyant la valeur marchande de son poulain dévalorisée. Burleigh lui explique qu'il n'a fait qu'esquiver les coups grâce à un jeu de jambes exceptionnel et que le champion a été frappé involontairement par son camarade.
Gaby a alors l'idée d'engager Sullivan et de lui apprendre à boxer. Son plan consiste à organiser une série de six matchs truqués d'où Sullivan sortirait vainqueur. Un septième match, non truqué, permettrait à Speed McFarland de l'emporter et de retrouver sa réputation. Sullivan, sans savoir que les matchs seront truqués, refuse dans un premier temps mais accepte lorsque sa jument tombe malade et qu'il s'aperçoit qu'il n'a pas d'argent pour la soigner.
Au fil des matches, Sullivan se prend pour un véritable champion et devient mégalomane, au grand dam de sa sœur et de sa petite amie qui ne le reconnaissent plus. Entre-temps McFarland est devenu amoureux de sa sœur, qui apprend à Sullivan que les matches étaient truqués. Sullivan et McFarland refusent alors de combattre, mais Gaby les persuade pourtant de disputer le match.
McFarland prend par erreur un somnifère et finit par s'endormir sur le ring. Contre toute attente Sullivan remporte ainsi le match, faisant par la même occasion la fortune de McFarland, son futur beau-frère, dont il avait parié les économies sur son propre succès. Il est également promu par le patron de la laiterie, à qui il fait promettre d'embaucher Gaby, ruiné par la défaite de Sullivan.

## Fiche technique
- Titre original : The Milky Way
- Titre français : Soupe au lait
- Réalisation : Leo McCarey, Norman Z. McLeod
- Assistant-réalisateur : Harry Scott
- Scénario : Grover Jones, Frank Butler, Richard Connell, d'après la pièce de Lynn Root et Harry Clork
- Photographie : Alfred Gilks
- Montage : LeRoy Stone
- Musique : Charles Bradshaw, John Leipold, Ralph Rainger, Tom Satterfield et Victor Young
- Direction artistique : Hans Dreier et Bernard Herzbrun
- Son : Earl S. Hayman et Louis Mesenkop
- Maquillage : Max Asher et Wally Westmore
- Producteurs : E. Lloyd Sheldon, Jeffrey Vance et Adolph Zukor
- Société(s) de production : Paramount Pictures
- Société(s) de distribution :
  - Paramount Pictures (1936) (États-Unis) (cinéma)
  - Alpha Video Distributors (2004) (États-Unis) (DVD)
  - GoodTimes Home Video (2004) (États-Unis) (DVD)
  - New Line Home Video (2005) (États-Unis) (DVD)
  - Roan Group, The (2005) (États-Unis) (DVD)
- Pays d’origine :  États-Unis
- Langue : Anglais américain
- Format : Noir et blanc — 35 mm — 1,37:1 — Son : Mono
- Genre : Comédie
- Durée : 89 minutes (1 h 29)
- Dates de sortie :
  -  États-Unis : 7 février 1936
  -  France : 11 avril 1936

## Distribution
- Harold Lloyd : Burleigh Sullivan
- Adolphe Menjou : Gabby Sloan
- Verree Teasdale : Ann Westley
- Helen Mack : Mae Sullivan
- William Gargan : Speed McFarland
- George Barbier : Wilbur Austin
- Dorothy Wilson : Polly Pringle
- Lionel Stander : Spider Schultz
- Charles Lane : Willard
- Marjorie Gateson : Mme E. Winthrop LeMoyne

Acteurs non crédités :
- Bull Anderson : Oblitskty
- Murray Alper : le chauffeur de taxi avec la petite Agnès
- A.S. 'Pop' Byron : Policier
- Leonard Carey : le majordome de Mme Winthrop
- Jim Marples : O'Rourke
- Larry McGrath
- Paddy O'Flynn : Reporter
- Henry Roquemore : Docteur
- Milburn Stone : Reporter

## D.V.D.
- Le film est sorti en DVD chez Bach Films en 2005 sous le titre La Voie lactée (traduction littérale de son titre original)